# Forever Gentlemen
 (octobre 2013).
Forever Gentlemen est un album de reprises de chansons de l'univers de The Rat Pack sorti le 21 octobre 2013.
Cet album est composé de chansons issues du répertoire de Frank Sinatra, Sacha Distel ou encore Charles Aznavour...
L'album est triple disque de platine avec plus de 350 000 exemplaires vendus.
Une version Collector est sortie le 9 décembre 2013 avec 2 chansons supplémentaires Let It Snow et Aujourd'hui peut-être.
Le 20 octobre 2014 est sorti le volume 2 de Forever Gentlemen.

## Premier album

### Artistes ayant collaboré à cet album
Sur cet album, figurent les voix de Dany Brillant, Damien Sargue, Roch Voisine, Gad Elmaleh, Garou, Philippe et Gilles Lellouche, Emmanuel Moire, Paul Anka, Vincent Niclo, Bruce Johnson, Corneille, M. Pokora, Élodie Frégé, Sinclair, Sofia Essaïdi.

### Liste des pistes
| No  | Titre | Paroles                                                | Musique                 | Durée |
| --- | --- | ------------------------------------------------------ | ----------------------- | ----- |
| 1.  | La Belle Vie (par Dany Brillant, Damien Sargue et Roch Voisine)                                                            | Jean Broussolle                                        | Sacha Distel            |       |
| 2.  | New York, New York (par Gad Elmaleh et Garou)                                                                              | Fred Ebb                                               | John Kander             |       |
| 3.  | Toute la pluie tombe sur moi (Raindrops Keep Fallin' on My Head) (par Dany Brillant, Philippe Lellouche et Emmanuel Moire) | Hal David (en), Maurice Tézé (fr)                      | Burt Bacharach          |       |
| 4.  | I've Got You Under My Skin (par Paul Anka, Dany Brillant et Vincent Niclo)                                                 | Cole Porter                                            | Cole Porter             |       |
| 5.  | For me formidable (par Bruce Johnson, Philippe Lellouche et Damien Sargue)                                                 | Jacques Plante                                         | Charles Aznavour        |       |
| 6.  | Fly Me to the Moon (par Corneille, Vincent Niclo et Roch Voisine)                                                          | Bart Howard                                            | Bart Howard             |       |
| 7.  | Se retrouver un jour (Quien Será) (par Dany Brillant et Damien Sargue)                                                     | Pablo Beltrán Ruiz (en) (sp), Patxi Garat (fr)         | Pablo Beltrán Ruiz (en) |       |
| 8.  | Singin' in the Rain (par Gad Elmaleh et M. Pokora)                                                                         | Arthur Freed                                           | Nacio Herb Brown        |       |
| 9.  | Somethin' Stupid (par Élodie Frégé et Emmanuel Moire)                                                                      | Carson Parks (en)                                      | Carson Parks (en)       |       |
| 10. | The Lady Is a Tramp (par Gilles Lellouche et Sinclair)                                                                     | Lorenz Hart                                            | Richard Rodgers         |       |
| 11. | Unforgettable (en) (par Sofia Essaïdi, Bruce Johnson, Vincent Niclo et Damien Sargue)                                      | Irving Gordon (en)                                     | Irving Gordon (en)      |       |
| 12. | It's Impossible (Somos Novios) (par Bruce Johnson, Damien Sargue et Roch Voisine)                                          | Armando Manzanero (sp), Sid Wayne (en)                 | Armando Manzanero       |       |
| 13. | My Way (Comme d'Habitude) (par Paul Anka et Garou)                                                                         | Claude François et Gilles Thibaut (fr), Paul Anka (en) | Jacques Revaux          |       |

### Classement hebdomadaire
| Classement (2014)            | Meilleure position |
| ---------------------------- | ------------------ |
| Belgique (Flandre Ultratop)  | 146                |
| Belgique (Wallonie Ultratop) | 2                  |
| France (SNEP)                | 2                  |

## Volume 2
| No  | Titre                                                                           | Paroles                                     | Musique                        | Durée |
| --- | ------------------------------------------------------------------------------- | ------------------------------------------- | ------------------------------ | ----- |
| 1.  | L-O-V-E (par Corneille, Claire Keim et Roch Voisine)                            | Milt Gabler                                 | Bert Kaempfert                 |       |
| 2.  | Grands Boulevards (par Dany Brillant, Antoine Duléry et Damien Sargue)          | Jacques Plante                              | Norbert Glanzberg              |       |
| 3.  | That's Life (par Paul Anka et Ben l'Oncle Soul)                                 | Dean Kay (en)                               | Kelly Gordon (en)              |       |
| 4.  | La Mer (par Vincent Niclo et Roch Voisine)                                      | Charles Trenet                              | Charles Trenet                 |       |
| 5.  | Cheek to Cheek (par Corneille et Tal)                                           | Irving Berlin                               | Irving Berlin                  |       |
| 6.  | Mes emmerdes (par Dany Brillant, Philippe Lellouche et Damien Sargue)           | Charles Aznavour                            | Charles Aznavour               |       |
| 7.  | Que reste-t-il de nos amours ? (par Paul Anka et Claire Keim)                   | Charles Trenet                              | Charles Trenet et Léo Chauliac |       |
| 8.  | Ain't That a Kick in the Head? (en) (par Corneille et Sinclair)                 | Sammy Cahn                                  | Jimmy Van Heusen               |       |
| 9.  | Syracuse (par Dany Brillant, Damien Sargue et Roch Voisine)                     | Bernard Dimey                               | Henri Salvador                 |       |
| 10. | Strangers in the Night (par Paul Anka et Roch Voisine)                          | Charles Singleton (en) et Eddie Snyder (en) | Bert Kaempfert                 |       |
| 11. | C'est si bon (par Ben l'Oncle Soul et Sinclair)                                 | André Hornez                                | Henri Betti                    |       |
| 12. | Everybody Loves Somebody (par Dany Brillant, Sofia Essaïdi et Bruce Johnson)    | Irving Taylor (en)                          | Sam Coslow                     |       |
| 13. | Le Soleil de ma Vie (You are the Sunshine of my Life) (par Amir et Camille Lou) | Stevie Wonder (en), Jean Broussolle (fr)    | Stevie Wonder                  |       |
| 14. | Misty (par Sofia Essaïdi et Roch Voisine)                                       | Johnny Burke (en)                           | Erroll Garner                  |       |